# 증호
증호(繒湖, 繒胡, ? ~ 기원전 151년)는 전한 전기 ~ 중기의 제후로, 개국공신 증하의 아들이다.

## 행적
문제 12년(기원전 168년), 증하의 뒤를 이어 기후(祁侯)에 봉해졌다.
경제 6년(기원전 151년)에 죽어 시호를 경(頃)이라 하였고, 아들 증타가 작위를 이었다.

## 출전
- 사마천, 《사기》 권18 고조공신후자연표
- 반고, 《한서》 권16 고혜고후문공신표